# رابرت ورن
 رابرت ورن (انگلیسی: Robert Wrenn؛ زاده ۲۰ سپتامبر ۱۸۷۳ درگذشته ۲۱ نوامبر ۱۹۲۵) یک تنیس‌باز اهل ایالات متحده آمریکا بود.